# Goulven
Goulven település Franciaországban, Finistère megyében. Lakosainak száma 439 fő (2022. január 1.). Goulven Plouider, Tréflez és Plounéour-Brignogan-plages községekkel határos.

## Népesség
A település népességének változása:
| Lakosok száma | 510  | 470  | 482  | 452  | 436  | 449  | 446  | 447  | 447  | 439  |
|               | 1968 | 1982 | 1990 | 2006 | 2013 | 2015 | 2017 | 2019 | 2020 | 2022 |